# Кубинский широколист
Кубинский широколист (лат. Brachyphylla nana) — вид летучих мышей семейства листоносых. 
Общая длина тела составляет 65—97 мм. Мех у основания белый или желтоватый, на концах тёмно-коричневый или серый. Самки крупнее самцов.
Вид распространён на Больших Антильских островах (Каймановы острова, Куба, Доминиканская Республика, Гаити). Животное очень общительное, образует большие колонии в тёплых и влажных пещерах. Может жить в той же пещере вместе с другими видами (Mormoops blainvillei, Erophylla sezekorni и Phyllonycteris poeyi). Рацион включает в себя плоды, пыльцу, нектар и насекомых, однако в неволе может питаться бананами. Этот вид покидает пещеры последним после захода солнца.